# Commission d'harmonisation et de médiation des filières
 (février 2023).
La Commission d’harmonisation et de médiation des filières (CHMF) s'occupe de collecte sélective et de traitement des déchets et demeure la Commission d’harmonisation et de médiation des filières de responsabilité élargie du producteur.

## Le Grenelle de l'environnement
Lors du Grenelle de l’environnement en 2007, une table ronde a spécifiquement porté sur les enjeux de la gestion des déchets. Les réflexions menées entre les représentants de l’État, des élus, des entreprises, des associations de protection de l’environnement, des associations de consommateurs et des salariés ont conduit à la définition de 26 engagements précis, dont une partie concerne directement les filières de responsabilité élargie du producteur (REP).
À ce titre, l’engagement 252 de la table ronde du Grenelle de l’environnement consacrée aux déchets prévoit la « création d’une instance de régulation, d’avis et de médiation sur les éco-organismes en cohérence avec les structures existantes ».
Cet engagement a été repris par l’article 46 de la loi n°2009-967 du 3 août 2009 de programmation relative à la mise en œuvre du Grenelle de l’environnement : « une instance de médiation et d’harmonisation des filières agréées de collecte sélective et de traitement des déchets sera créée ».
Le Conseil national des déchets (CND) ayant été choisi comme organe consultatif de suivi de la mise en œuvre des engagements du Grenelle de l’environnement relatifs aux déchets, la commission d’harmonisation et de médiation des filières est rattachée au CND tout en étant autonome.
Elle a été créée officiellement par le décret n° 2009-1043 du 27 août 2009 relatif au Conseil national des déchets et à la commission d’harmonisation et de médiation des filières (CHMF) de collecte sélective et de traitement des déchets.

## Sa mission
La CHMF est saisie pour avis des programmes annuels d'étude et de communication des organismes agréés pour l'élimination de déchets (paragraphe VI).
Elle peut par ailleurs être saisie :
- par le ministre chargé de l'environnement sur des projets réglementaires portant sur les filières ;
- par le ministre chargé de l'environnement, ou par deux de ses collèges au moins ou par la présidente du CND de toute question relative aux filières.

Enfin, la CHMF peut proposer au ministre des questions d'expertise et des contrôles ponctuels dans le cadre de la mise en œuvre et du suivi des filières.
Les travaux du Grenelle de l'environnement conjugués à l'expérience acquise sur les filières REP ont conduit à identifier les sujets prioritaires suivants :
- l'harmonisation et la coordination entre filières REP des actions de communication et d'information à destination des utilisateurs de produits soumis à REP ;
- le développement coordonné des filières REP dans les DOM-COM ;
- les contrôles et les sanctions des non-contributeurs ;
- le statut des éco-organismes ;
- les contrôles et les sanctions des éco-organismes.

D'autres sujets d'harmonisation d'intérêt peuvent y être traités.